# Amiga Corporation
La Commodore-Amiga Inc. (denominazioni precedenti: Amiga Corp., Hi-Toro Corp.) è stata un'azienda attiva tra il 1982 e il 1995 che ha operato principalmente nel settore dell'informatica e dell'elettronica. In quanto tale, ha completato un solo prototipo, il Lorraine, venendo acquisita nel 1984 dalla Commodore, che - rinominandola Commodore-Amiga Inc., pur dotandola di una propria sede, l'ha trasformata in un suo marchio, seppur mantenendo parte dei progetti, del know how e del reparto di ricerca e sviluppo. In tale veste, Amiga ha generato una famiglia di computer fino al fallimento della casa madre, la Commodore.
A quel punto, il marchio Amiga è stato scorporato e ceduto a terzi.

## Storia

### La startup (1982-1984)

#### La fondazione della società
Nel 1980 Jay Miner, che lavorava all'Atari ed aveva sviluppato i chipset della console Atari 2600 e dei computer Atari 400/800, propose alla dirigenza di utilizzare il Motorola 68000, un microprocessore da poco presentato da Motorola, per realizzare un nuovo computer. Al rifiuto, Miner ed altri tecnici decisero di sviluppare in proprio il progetto, lasciando l'Atari; dopo una fase lavorativa presso la Zimast, società produttrice di chip per pacemaker. Nel 1982 Miner, assieme a Larry Kaplan, che intendeva uscire da Activision per sviluppare un nuovo sistema per videogiochi, riscì a trovare, per il tramite del proprietario di Zimast, alcuni investitori. L'accordo prevedeva che Miner progettasse i chip per la nuova macchina e che Zimast li producesse, mentre la nuova società di Kaplan si sarebbe occupata dello sviluppo dei giochi.
La nuova società - fondata nel 1982 - prese il nome di Hi-Toro Corp., con sede a Santa Clara (California). David Shannon Morse, proveniente dalla Tonka (che produceva giocattoli) venne assunto come presidente; Miner, a sua volta, venne affiancato da altri ingegneri, fra i quali RJ Mical proveniente dalla William. Kaplan, però, ricevuta da Nolan Bushnell una proposta per entrare in Atari, lasciò la società nei primi momenti della sua esistenza. A quel punto Miner, ancora dipendente di Zimast, fu proposto da Morse per sostituire Kaplan, divenendo così, da progettista, vice-presidente e responsabile tecnico.
A quel punto, l'idea di una consolle fu accantonata, e Miner si concentrò sulla creazione di un computer, che usasse il processore Motorola.

#### Il prototipo "Lorraine"
Se la Hi-Toro lavorava anche da terzista, sviluppando, producendo e commercializzando joystick e giochi in licenza per l'Atari 2600, gli utili incassati in tale settore, dove era possibile monetizzare le esperienze e i mesi di ricerca svolti nel campo delle consolle, venivano reinvestiti nella divisione del computer, dotato di grafica e capacità di gioco, che si pensava dotato di floppy disk da 5,25", di tastiera, porte di espansione in stile PC IBM, in modo da essere familiare, nella disposizione dei comandi e nelle funzionalità, a chi provenisse da altri sistemi. Come CPU era previsto il Motorola 68000, 128 KB di RAM e 64 KB di ROM..
Il prototipo fu chiamato  Lorraine, nome della moglie di David Morse..
Nel 1983 la società mutò nome in Amiga Corporation, iniziando a sviluppare un suo sistema operativo proprietario: AmigaOS. La crisi dei videogiochi del 1983 che portò al fallimento diverse aziende operanti nel settore, indebolendo anche la Atari, che dovette tagliare le commesse al settore che permetteva alla Amiga di poter investire in ricerca e sviluppo. In azienda entrarono Bob Burns, Glenn Keller, Dale Luck, Robert J. Mical (un ingegnere software), Dave Needle, Ron Nicolson, Bob Pariseau e Carl Sassenrath; il tutto, per suddividere lo sviluppo software da quello hardware, rispettivamente guidati da Dale Luck e Jay Miner

#### Le trattative con Atari
Amiga Corp. presentò Lorraine al Consumer Electronics Show il 4 gennaio 1984. La macchina non era ancora completa e se il software era stato approntato utilizzando un sistema di emulazione su altri computer, l'hardware mancava di alcune parti.  Atari propose un accordo di finanziamento, a cui Amiga Corp. aderì.
Il 3 luglio, però, la Time Warner, proprietaria di Atari, cancellò lo sviluppo dei sistemi ad 8 bit, oggetto dell'accordo con Amiga, rendendo il contratto di fatto privo di oggetto.

### L'acquisizione da parte della Commodore (1984-1995)
Nel 1984 fu la Commodore International, all'epoca in piena espansione, ad interessarsi al sistema di Amiga Corp., che costituiva un settore - grafica e gaming - non sviluppato in Commodore. Nonostante alcune diatribe legali fra l'acquirente del ramo di Atari ancora titolato a rivendicare l'accordo fra Atari e Amiga, il 15 agosto dello stesso anno Commodore acquisì la società, permettendo a questa anche di ripianare il debito con Atari, svincolandosi dal contratto e garantendosi da ulteriori contenziosi. 
Poco dopo, il team di progetto, ricerca e sviluppo di Amiga Corporation fu introitato in una società controllata creata ad hoc, chiamata Commodore-Amiga Inc. con sede a Los Gatos,, per poi confluire trasformarsi in sussidiaria di Commodore. A quel punto, Amiga Corporation cessò di esistere quale azienda indipendente, trasformandosi nel marchio ed una sussidiaria di Commodore, utilizzato, assieme ai suoi progettisti e know-how, per sviluppare, dalla base dei disegni e prototipi fino a quel momento evoluti, una famiglia di calcolatori presentati a marchio Amiga dal 1984 al 1995, anno di chiusura della Commodore.

### Dopo la chiusura della società (dal 1995 ad oggi)
Posta in liquidazione la casa madre Commodore, i beni e le proprietà intellettuali della società e di alcune sue consociate (come la Commodore Amiga Inc., detentrice delle proprietà intellettuali della piattaforma Amiga) seguirono inizialmente le sorti della Commodore, acquistata nell'aprile del 1995 dalla tedesca Escom per 12 milioni di dollari; a quel punto, però, Commodore quale azienda non esisteva già più. Passata attraverso la Viscorp prima, e la Gateway 2000 poi, il marchio Amiga - stralciato, e depennata anche l'esistenza formale della Commodore-Amiga Inc. - sarebbe stato acquisito dalla statunitense Amino Development, seguendo un proprio percorso.

## Filiali
America del Nord:
- MOS Technology Inc. (Stati Uniti)
- Commodore Amiga Inc. (Stati Uniti)
- Commodore Business Machines Ltd. (Canada)
- Commodore Electronics Ltd. (Bahamas)

Europa:
- Commodore Italiana S.r.l. (Italia), fondata nel maggio 1982 a Milano, divenuta Commodore Italiana S.p.A. nel settembre 1983[7]

## Filmografia
- The Commodore Story - film documentario del 2018 diretto da Steven Fletcher.